# 城際直通車
城際直通車（英語：Hong Kong Intercity Through Train），亦稱為城際客運服務，是港鐵東鐵綫營運的城際列車客運服務，然而自2020年1月30日起因為2019冠狀病毒病疫情而暫停營運，内地的四个直通车口岸及香港的红磡管制站更在2024年7月31日關閉。中国內地方面則於2024年6月起將往返香港至北京／上海的城际直通车升级为卧铺高铁动车组。

## 歷史
城際直通車服務是港鐵公司與中国国家铁路集团下屬的廣州局集團、上海局集團聯合營運中來往中國內地與香港的城際客運列車服務。
這包含了來往香港紅磡站來往东莞市常平站、廣州市广州东站的廣九直通車，來往上海市上海站的滬九直通車以及北京市北京西站的京九直通車；在香港境內主要共用東鐵綫的路軌。而所有由中國內地派出的直通車，在駛經廣深鐵路及東鐵綫時，皆以特定的10輛韶山8型電力機車推動。
由2016年7月1日開始，正式推出新式的軟卡紙車票，以統一中國內地車票全軟卡紙化及取代硬卡紙加貼紙的舊式車票。但基於香港《個人資料（私隱）條例》的規定，暫時香港來回的軟紙車票都不需要客人的全名。至於7月1日之前購買的舊式車票仍然有效及使用，無需另行換票。
過往曾有來往肇慶的城際直通車，但因肇慶站改建而於2017年4月16日縮短至佛山站。2019年7月10日，來往佛山站的城際直通車取消，由途經三水南站、佛山西站的肇港高速动车组列车代替。
2020年，由於受到2019冠状病毒病疫情的影响，所有往來香港之城際鐵路列車於2020年1月30日起暫停运行。2022年4月底傳出有可能會永久停運，營運部擬解散，至12月底城際直通車網站及手機應用程式暫停運作，當時未有具體時間表，何時會復常通車仍然不明。
疫情过后，随着2023年穗港高速動車组列車增开香港西九龙站至广州东站的班次，以及2024年开行北京西站、上海虹桥站与香港西九龙站间的卧铺动车组列车，实质上均已取代城际直通车服务。
2024年7月5日，因“高铁旅客列车已有效满足内地与香港旅客往来出行需求”，国务院批准关闭北京西站、上海站、廣州東站、东莞的常平站等4个内地与香港跨境普速列车（城际直通车）铁路口岸；中华人民共和国海关总署于7月31日正式公告关闭上述4个普速铁路口岸。香港入境事務處亦在同日关闭红磡站内的管制站，不久后正式停运城际直通车。港铁随后于2025年1月17日撤銷该站的过境限制区。港鐵亦於2024年尾移除電話查詢系統29477888中有關城際客運服務的班次、收費等資訊，只提供高鐵相關資訊。

## 路線
城際直通車起初設有三條路線，來往中國三大城市（羣）「北上廣」，相當於三進列車：
- 廣九直通車（廣東線），來往紅磡與廣州東，中途停靠东莞的常平（1對則直達廣州東，不停常平）
- 滬九直通車（上海線），來往紅磡與上海
- 京九直通車（北京線），來往紅磡與北京西

當中京九、滬九直通列车到達廣州東站後會停留約1小時，以加掛或脫掛車卡。

## 利用狀況
乘客在紅磡站乘搭列車前，都需經紅磡站內的紅磡管制站進行香港出境手續，然後到達目的地後，在相關車站內的鐵路口岸進行內地入境手續，然後離開車站；反之亦然。
城際直通車曾為來往中港兩地的主要途徑。但自1980至1990年代起，受來往粵港兩地的跨境巴士、飛機競爭，客量逐年減少。2018年廣深港高速鐵路通車後首年，由於高鐵車程更短，覆蓋車站更多，班次更頻密，城際直通車的客量更進一步下跌，從高鐵通車前平均每日約11,700人次跌至每日約6,900人次。
城际直通车之后受2019冠状病毒病疫情影响而暂停服务，期间仅开行京、滬与廣州東的区间服务，广九原有服务的客运列车调至其他线路继续服务。在此期间赣深高铁开通，田北辰預計2023年的香港高鐵將可以直達廣州東站，車程一小時，較直通車快一半，屆時可取消直通車。2023年1月15日恢复穗港高速動車组列車后，增开西九龙站至广州东站的班次，意味着作为被取代的城际直通车可能被实质性停止运营。2023年6月，港鐵公司指出「現階段不會復運」城際直通車，其「城際直通車」手機應用程式已下架，立法會議員張欣宇認為城際直通車不會重啟，只是未完全落實取消，田北辰更直指該服務已成「歷史遺物」，被高鐵網絡所取代。
2024年6月4日，中國國鐵集團宣佈开行北京西、上海虹桥与香港西九龙站间的卧铺动车组列车，以实质上取代原有的京九直通車和滬九直通車。

## 外部連結
- 港鐵城際直通車網上購票服務（页面存档备份，存于）
- 香港鐵路大典上的相关条目：城際直通車